# L'Arrabassada (Tarragona)
L'Arrabassada és una platja urbana de la Costa Daurada, al municipi de Tarragona a la comarca del Tarragonès. Situada a l'extrem nord del passeig marítim Rafael Casanova de la ciutat, a l'est de la Punta Grossa i separada de la platja de la Savinosa per la punta o morro de l’Arrabassada. La platja queda limitada al nord per la línia de ferrocarril. A la platja hi arriben dos barrancs, el barranc de la Budellera i el barranc Terres Cavades, que habitualment no aboquen a mar, però que en règim de fortes pluges, aquest darrer desemboca a la zona de bany.
Originàriament hi existia un veïnat de pescadors, que el turisme i el pas de la carretera de Barcelona a Tarragona, han transformat. Actualment, l'Arrabassada i la Savinosa, és una entitat singular de Població de Tarragona on hi habiten 4.342 persones en diferents nuclis i disseminat.
Té 550 m de llarg i 65 m d'ample. Accés a peu, en cotxe i en transport públic. Es caracteritza per una sorra molt fina i un mar tranquil. Disposa de servei de socorrisme i salvament, dutxes, sanitaris portàtils, lloguer de para-sols i gandules aparcament, guinguetes, activitats nàutiques, activitats esportives a la sorra i consignes. S'hi celebren competicions esportives, com el I Tàrraco Aquatló i el circuit de vòlei platja Svatour.
La platja està guardonada amb la Bandera Blava, que reconeix internacionalment la qualitat de l'aigua i serveis. L'Agència Catalana de l'Aigua efectua un control setmanal de la qualitat de l'aigua, durant la temporada de bany, amb el resultat d'excel·lent.
El topònim prové de la Rabassada, mot derivat de rabassa: terreny netejat de bosc.